# Лёшгорн, Карл Альберт
Карл Альберт Лёшгорн (Лешхорн, правильнее Лёшхорн, нем. Carl Albert Löschhorn; 27 июня 1819 — 4 июня 1905) — немецкий пианист, музыкальный педагог и композитор.
Учился у Людвига Бергера как пианист, а после его смерти (1839), продолжая занятия инструментом у ученика Бергера Рудольфа Килички, изучал также композицию в берлинском Королевском институте церковной музыки у Августа Вильгельма Баха и Эдуарда Греля. С 1847 г. играл в составе фортепианного трио вместе с братьями Адольфом и Юлиусом Шталькнехтами, их регулярные концерты пользовались успехом в Берлине, в 1853 г. трио выступало в России. С 1851 года преподавал фортепиано там же, с 1858 года профессор. В 1883 году вышел в отставку и поселился на собственной вилле, однако через три года, в связи с банкротством банка, которому он доверил свои средства, был вынужден продать её и вернуться к преподавательской деятельности. В мемуарном очерке Константина фон Штернберга (1920) Лёшгорн описан как безупречный, но ничем не выдающийся учитель; по словам Штернберга, разорение даже обрадовало музыканта, поскольку ничем, кроме преподавания, он заниматься не мог и не хотел.
Лёшгорну принадлежат многочисленные фортепианные этюды, направленные на развитие беглости у обучающихся игре на фортепиано; к наиболее известным относятся этюды Op. 66 № 22 и Op. 169 № 9 (последний в англоязычной педагогической практике нередко называется «Песнь водопада», англ. Song of the Waterfall). Лёшгорну принадлежат также квартеты, трио, сонаты и т. д. Опубликовал «Путеводитель по фортепианной литературе» (нем. Wegweiser in der Pianoforte-Literatur; 1862) в соавторстве с Юлиусом Вайсом; переработанное издание вышло под обновлённым названием (нем. Führer durch die Klavier-Literatur; 1884, 1895) и уже без соавтора.